# Heikki Sarmanto
Heikki Veli Uolevi Sarmanto (né le 22 juin 1939 à Helsinki, Finlande) est un pianiste et compositeur  de jazz finlandais de renom, reconnu comme un pionnier du jazz moderne finlandais et une figure influente sur la scène jazz nationale et internationale,.

## Jeunesse et formation
Sarmanto commence ses études musicales à l’Académie Sibelius d’Helsinki, se concentrant sur le piano et la théorie musicale. À la fin des années 1960, il poursuit sa formation au Berklee College of Music à Boston, où il étudie le piano et la composition auprès de professeurs réputés tels que Herb Pomeroy, Charlie Mariano et Margaret Chaloff. Il est le premier musicien de jazz finlandais admis à Berklee,.

## Carrière
La carrière de Sarmanto décolle au début des années 1960, lorsqu’il participe à un concours international de composition de jazz aux États-Unis avec son œuvre Opuscule. Il se fait rapidement remarquer, remportant le prestigieux prix Yrjö en tant que musicien de jazz finlandais de l’année en 1970, ainsi que des prix au Festival de Jazz de Montreux en 1971 dans les catégories piano et combo,.
Au cours des années 1970, Sarmanto joue un rôle déterminant dans la structuration du jazz en Finlande. Il contribue à la fondation de l’UMO Jazz Orchestra (en), le premier orchestre professionnel de jazz du pays, et participe activement au développement de l’enseignement du jazz à l’Académie Sibelius. En 1998, il est nommé directeur artistique de l’UMO,.
Sarmanto a publié une quarantaine d’enregistrements et composé de nombreuses œuvres pour ensembles de jazz, orchestres et chœurs. Sa musique mêle des éléments de jazz, de musique classique, de folklore et de rock, et il est reconnu pour ses mélodies lyriques et ses orchestrations sophistiquées. Parmi ses œuvres majeures figurent la New Hope Jazz Mass (créée à New York en 1978) et le poème symphonique Suomi (interprété au Carnegie Hall en 1988).
Il a collaboré avec des artistes de renommée internationale tels que Sonny Rollins, Art Farmer, Helen Merrill et George Russell, ainsi qu’avec des musiciens classiques et des chœurs finlandais,.
Sarmanto a composé la musique du film Le Café de mes souvenirs.

## Héritage
Heikki Sarmanto est largement considéré comme l’un des compositeurs de jazz les plus importants de Finlande, salué pour sa maîtrise technique et son originalité artistique. Son œuvre a joué un rôle crucial dans la formation de la tradition jazz finlandaise et sa reconnaissance internationale,,,.
Son frère, Pekka Sarmanto, est également un musicien de jazz réputé.